# Beleg (Ungarn)
Beleg ist eine ungarische Gemeinde im Kreis Nagyatád im Komitat Somogy.

## Geografische Lage
Beleg liegt gut 10 Kilometer nordöstlich der Kreisstadt Nagyatád, am linken Ufer des Flusses Rinya.  Nachbargemeinden sind Kutas und Ötvöskónyi.

## Sehenswürdigkeiten
- Reformierte Kirche, erbaut 1862 im barocken Stil
- Römisch-katholische Kirche Magyarok Nagyasszonya, erbaut 1925

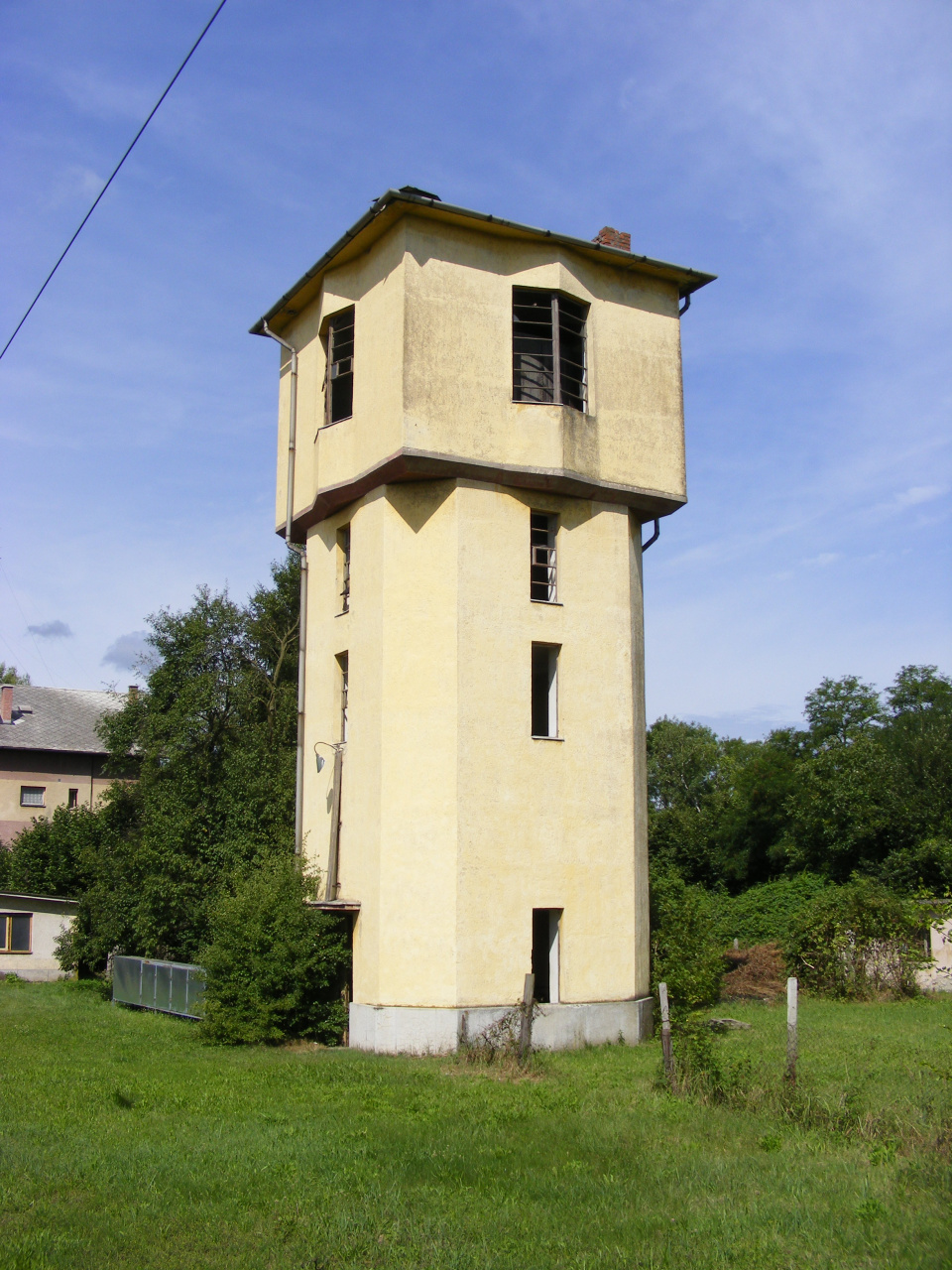
Wasserturm am Bahnhof

## Verkehr
Durch Beleg verläuft die Landstraße Nr. 6622. Die Gemeinde ist angebunden an die Eisenbahnstrecke von Dombóvár nach Gyékényes.